# Transmitancja widmowa
Transmitancja widmowa – wielkość w teorii sterowania i w teorii przetwarzania sygnałów definiowana jako stosunek wartości zespolonej odpowiedzi {\displaystyle Y} układu wywołanej wymuszeniem sinusoidalnym, do wartości zespolonej tego wymuszenia, w stanie ustalonym. Transmitancja widmowa opisuje przetwarzanie przez dany obiekt (układ) zmieniającego się sygnału wejściowego, a można otrzymać ją przechodząc z transmitancji operatorowej przez podstawienie {\displaystyle s=j\omega {:}}
{\displaystyle G(j\omega )={\frac {Y(j\omega )}{X(j\omega )}}.}
Transmitancję widmową łączy z transmitancją operatorową zależność:
{\displaystyle G(j\omega )=G(s)|_{s=j\omega }.}
Sinusoidalny sygnał wejściowy można zapisać:
{\displaystyle X=A_{X}e^{j\omega t}.}
a odpowiedź jako:
{\displaystyle Y=A_{Y}e^{j(\omega t+\phi )}.}
Ponieważ przekształcenie Fouriera stanowi szczególny przypadek przekształcenia Laplace’a dla {\displaystyle s=j\omega ,} to transmitancję widmową liniowego układu o parametrach stałych można też zdefiniować jako stosunek transformaty Fouriera sygnału wyjściowego układu do transformaty Fouriera sygnału wejściowego, przy zerowych warunkach początkowych.